# Іслоч (футбольний клуб)
«Іслоч» (біл. ФК Іслач) — білоруський футбольний клуб із села Тарасово Мінського району Мінської області, заснований у 2007 році. З 2015 року грає у Вищій футбольній лізі Білорусі.

## Історія
Команда була заснована в 2007 році як аматорський клуб. З 2007 по 2011 рік грала в чемпіонаті Мінської області. У 2012 році клуб вийшов до Другої ліги Білорусі, а після закінчення 3-го сезону виграв путівку до Першої ліги Білорусі. Клуб представляв Білорусь на Кубку регіонів УЄФА в 2013 році. Вигравши свою кваліфікаційну групу, вийшли у фінальний етап змагань, який був проведений у червні 2013 року. Відповідно команда стала професійною.
У 2015 році вперше в історії клуб дебютував у Вищій лізі. 
За результатами сезону Вищої ліги Білорусі 2016 року клуб посів сьоме місце.
У 2017 році клуб посів 11 місце. У національному кубку «Іслоч» добралася до 1/8 фіналу.
У 2018 році «Іслоч» посідає 10 місце у Вищій лізі і у національному кубку добирається до чвертьфіналу.
У 2019 році клуб посідає 5 місце  і стає півфіналістом у розіграші національного кубку.
У 2020 році «Іслоч» займає 7 місце в чемпіонаті. і стає чвертьфіналістом національного кубку. 
Чемпіонат 2021 року «Іслоч» завершила на 10-й сходинці. В цьому ж році «Іслоч» вперше в історії стала фіналістом національного кубку. 
У 2022 році команда посіла 5-ту сходинку чемпіонату.

## Досягнення
Кубок Білорусі
- Фіналіст (2):  2021, 2024